# 1603 en littérature
| Années de la littérature : 1600 - 1601 - 1602 - 1603 - 1604 - 1605 - 1606    |
| Décennies de la littérature : 1570 - 1580 - 1590 - 1600 - 1610 - 1620 - 1630 |

Cet article présente les faits marquants de l'année 1603 en littérature.

## Évènements
- Le premier spectacle connu de théâtre Kabuki, genre populaire du théâtre japonais, est donné à Kyôto au Japon par la troupe de la prêtresse Okuni, composée uniquement de danseuses[1].

## Parutions
- Basilikon Doron (« Le don royal »), traité de Jacques Stuart qui y expose sa conception du pouvoir monarchique de droit divin, est réédité à Londres[2].

- Publication à Rome d'une seconde version élargie de Iconologia, recueil d’allégories du chevalier Cesare Ripa[3].

- Les C.L. Pseaumes de David, mis en vers françois par Philippes Des-Portes paraphrase des psaumes de David de Philippe Desportes, est publié par Raphaël du petit Val à Rouen et par Abel Langelier et la Veuve de Mamert Patisson à Paris[4].
- Traduction des Essais de Montaigne en anglais par John Florio[5].

## Décès
- 22 juillet : Łukasz Górnicki, écrivain polonais du XVIe siècle, humaniste et poète. (° 1527).